# ميك فراولي
ميك فراولي (بالإنجليزية: Mick Frawley)‏ هو لاعب دوري الرغبي أسترالي، ولد في 1885، وتوفي في 1919.